# 水内ダム

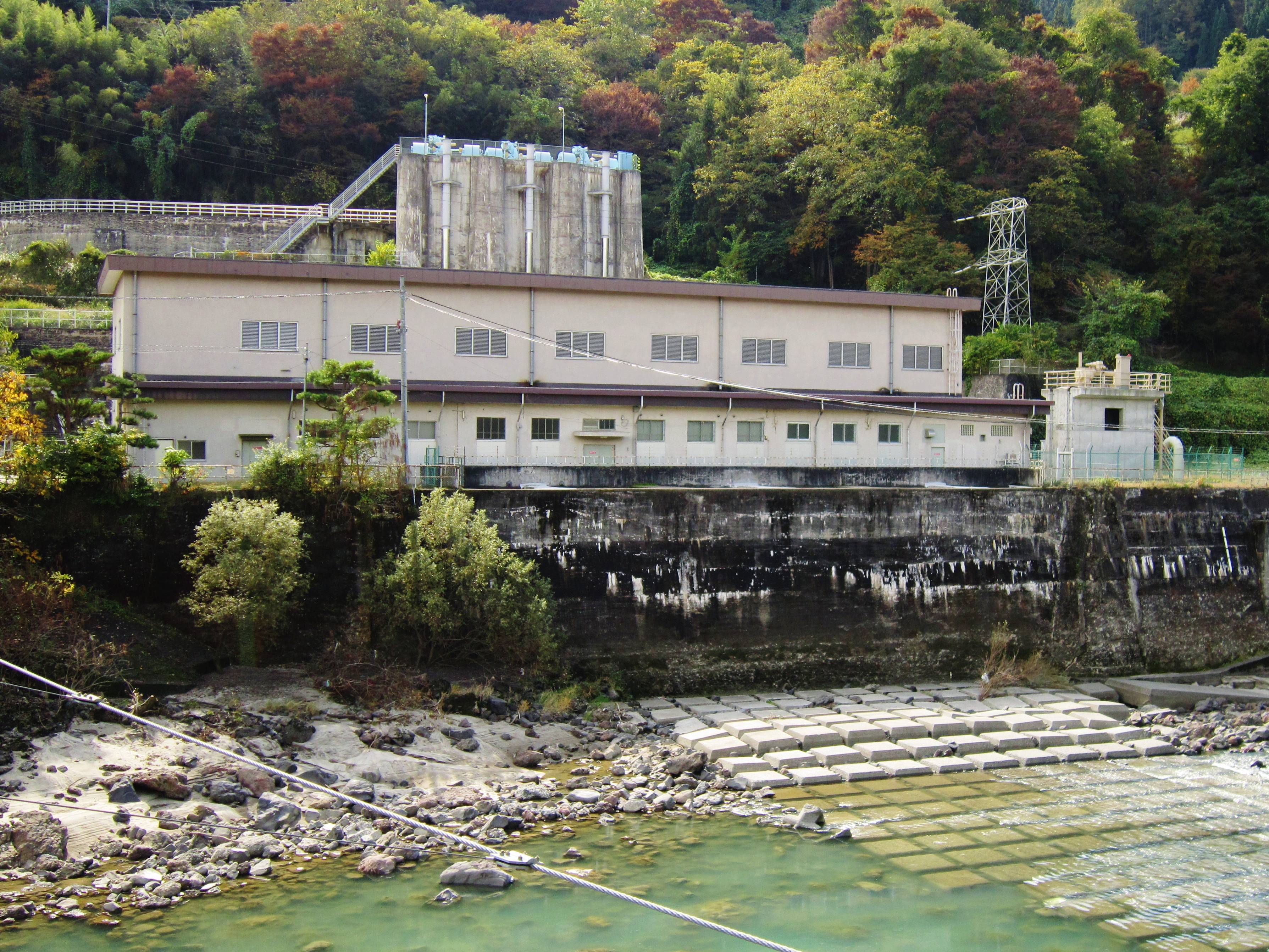
水内発電所

水内ダム（みのちダム）は、長野県長野市、一級河川・信濃川水系犀川に建設されたダム。高さ25.3メートルの重力式コンクリートダムで、東京電力リニューアブルパワーの発電用ダムである。同社の水力発電所・水内発電所に送水し、最大3万1,600キロワットの電力を発生する。ダム湖（人造湖）の名は琅鶴湖（ろうかくこ）という。

## 歴史
水力発電所の建設河川として犀川に着目した当時の電力会社・東信電気は、1917年（大正6年）に「犀川水力」の名で水利権の出願をした。しかし、犀川水力の計画は長野電灯や信濃電気、諏訪電気といった他の電力会社の計画と競合することとなり、交渉の末、各社の計画をまとめて新会社「犀川電力」による水内発電所として請願することとし、1927年（昭和2年）5月18日に許可が下りた。犀川沿いの道路の改良工事が1930年（昭和5年）に始まり、1938年（昭和13年）に完了するのを待って工事現場の測量に入り、1939年（昭和14年）に着工した。水害を心配する地元住民をよそに、軍需工場の操業に必要な電力をまかなうためだとして建設が進められた。
ダム建設地点の掘削では爆薬を用いた発破が用いられた。あらかじめ爆薬をセットするための横坑を3本掘削しておき、1.67トンの爆薬を詰めて電気発火させた。発電所の水槽建設地点の掘削も同様に、あらかじめ掘削した1本の横坑に800キログラムの爆薬を詰めて発破、2地点とも好結果を収めた。水槽は地形の都合で差動サージタンク（調圧水槽）とし、模型を用いた実験により収めたデータを基にして設計を煮詰めた。導水路トンネル工事では各所で型枠支保工が圧壊する中、細心の注意を払い大事故もなく完了した。放水路トンネルは落差を有効利用するため延長。川を潜って横断する箇所を施工する際は大量の漏水に見舞われ、これを止めるためにオガクズを使用した。当地は善光寺地震で崩壊・閉塞した場所の上流にある関係で土壌に空洞部分が多く、漏水を止めるべく始めセメントを注入したが効果が上がらず、試しにオガクズを注入してみたところ、漏水は完全に止まったという。コンクリートの骨材については上流の花倉地点と新町対岸の地点から索道と自動車を用いて運んだ。
工事の途中、1941年（昭和16年）5月に2度も洪水に襲われ、建設資材や仮の吊り橋が流される被害を受けた。また、同年7月に東信電気が犀川電力を合併させ、10月には東信電気が日本発送電に対しすべての電力設備を出資。水内発電所の建設工事は、国家による電気事業の統制のため設立された日本発送電に継承された。資材などの確保が困難なものになる中、1943年（昭和18年）1月に1台目の水車発電機が、同年12月に2台目の水車発電機が運転を開始した。一連の工事で作業員36人が犠牲となった。
水内発電所の下流では笹平発電所（1万2,900キロワット）および小田切発電所（1万6,500キロワット）が、上流では雲根発電所（1万3,400キロワット）および小峰発電所（1万9,900キロワット）の建設が計画されていた。1949年（昭和24年）に小田切地点の調査・測量が着手され、1950年（昭和25年）に小田切地点の着工準備と、笹平・雲根・小峰地点の調査・測量のため犀川調査所が開設された。1951年（昭和26年）、日本発送電の会社分割により水内ダムおよび水内発電所は東京電力に継承された。世相が安定した1954年（昭和29年）、3台目の水車発電機が運転を開始し、水内発電所（3万1,000キロワット）の完成を見た。
東京電力は水内ダム上下流での開発計画も継承し、下流の笹平発電所（現在1万4,700キロワット）および小田切発電所（現在1万6,900キロワット）を1954年に運転を開始。一方、上流の雲根発電所・小峰発電所は生坂発電所・平発電所として建設され、平発電所（現在1万5,600キロワット）が1957年（昭和32年）に、生坂発電所（現在2万1,000キロワット）が1964年（昭和39年）に運転を開始している。
平成に入り、水内ダムの放流設備である洪水吐ゲート全14門が老朽化しているとして、順次取り替える工事が1993年（平成5年）から10年間かけて行われた。また、水内発電所では水車発電機が老朽化しているとして、順次取り替える工事が1997年（平成9年）から行われた。現在の出力は3万1,600キロワットである。

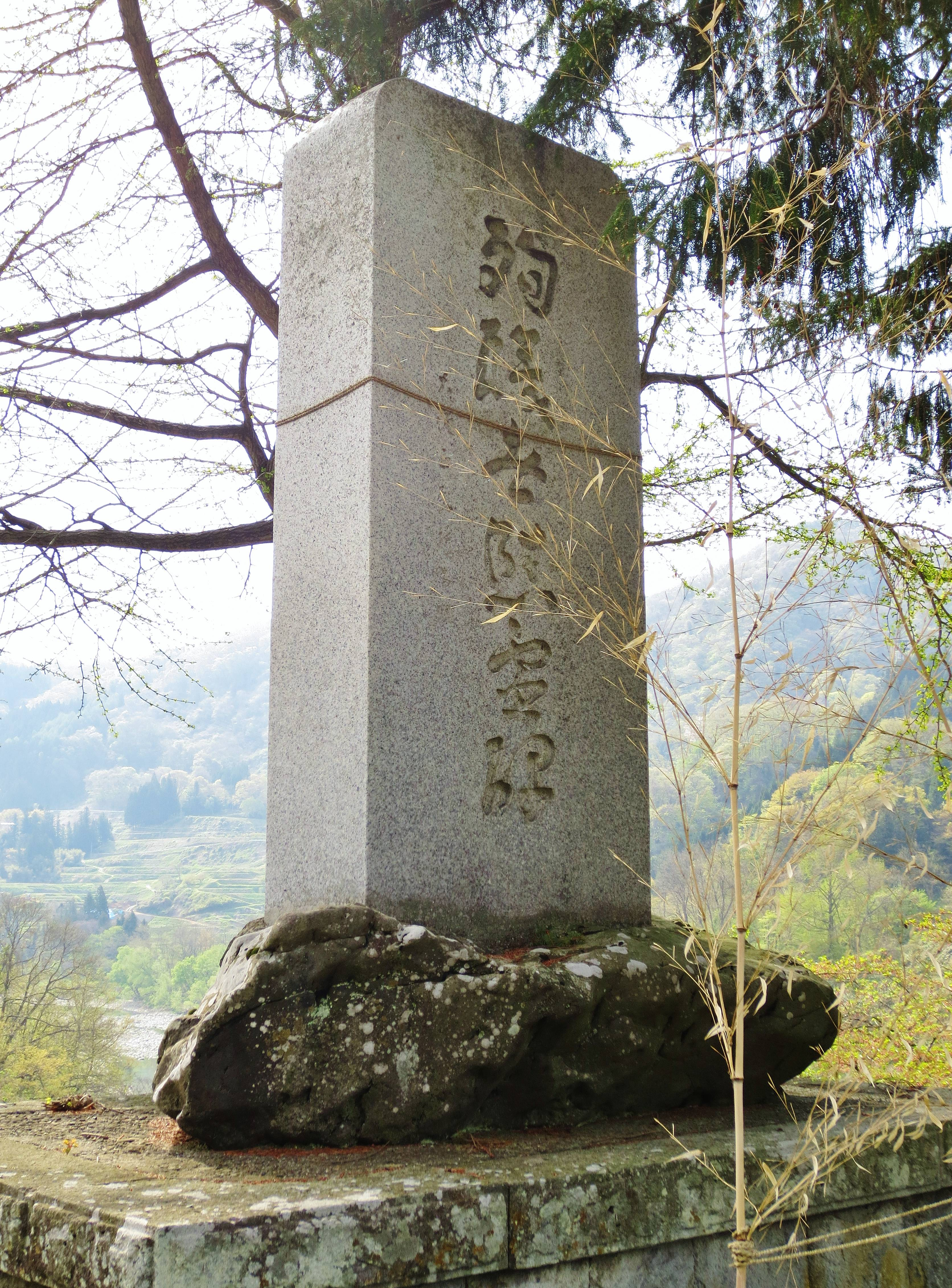
水内ダム慰霊碑
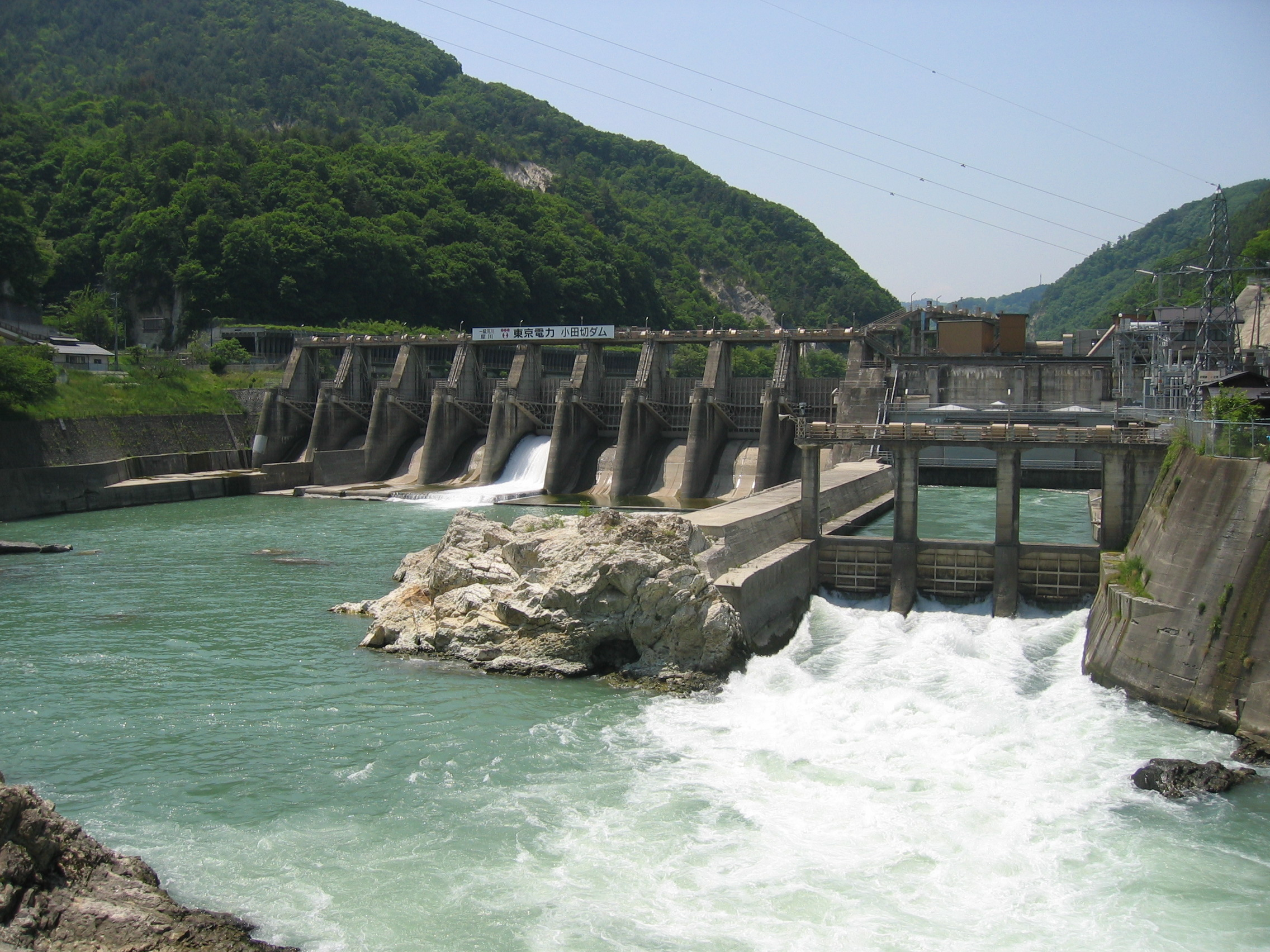
小田切ダム
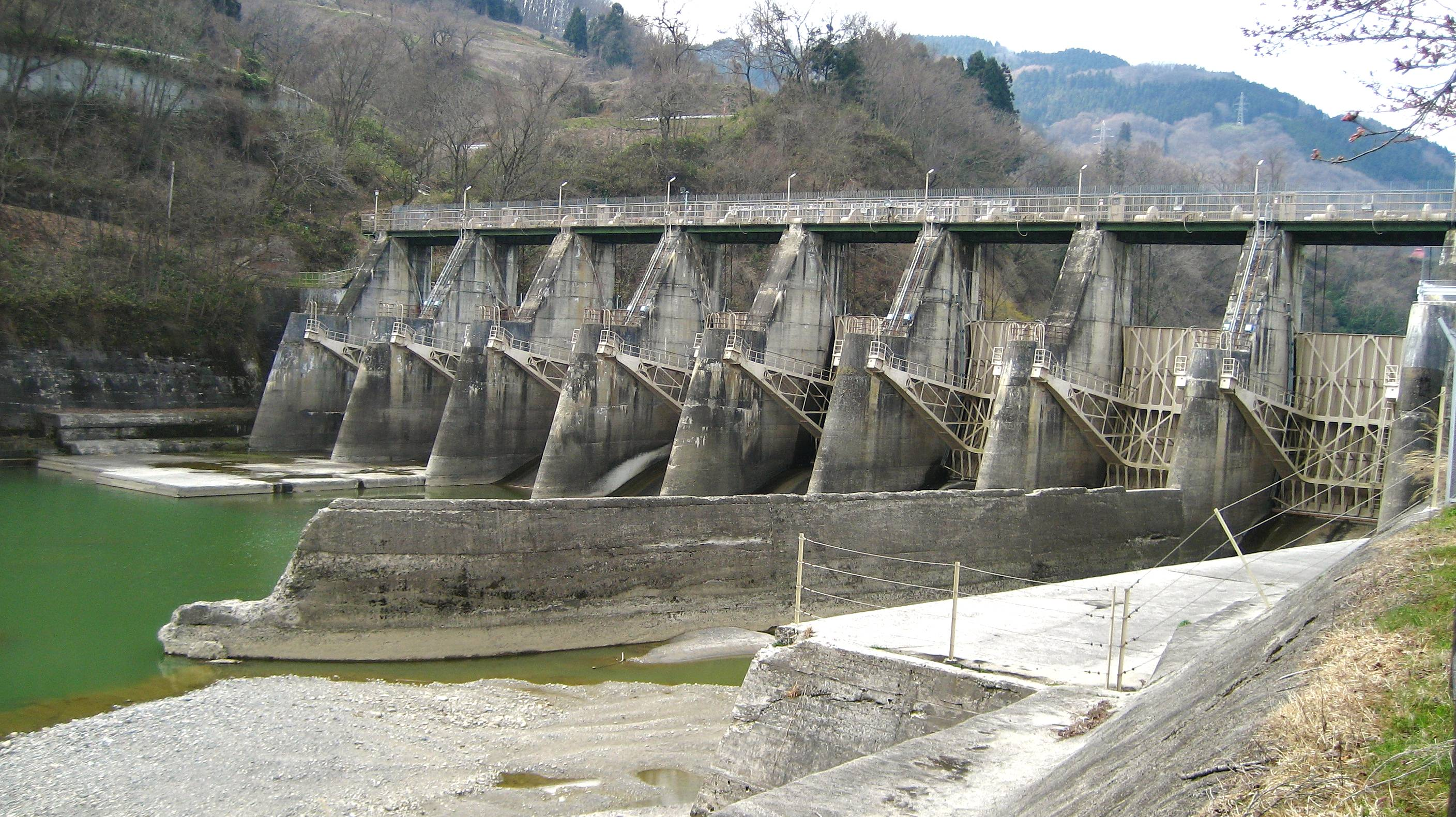
笹平ダム
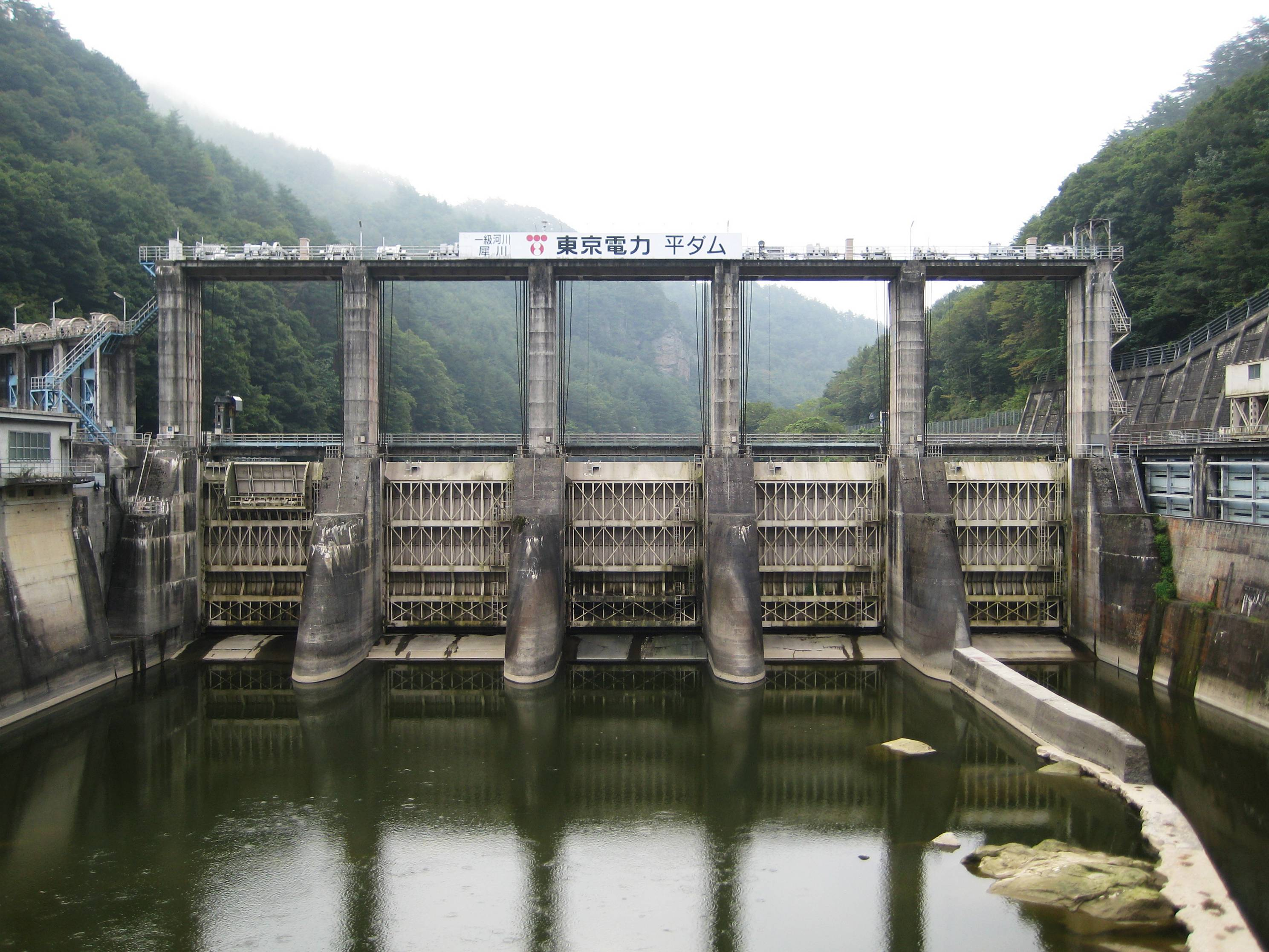
平ダム
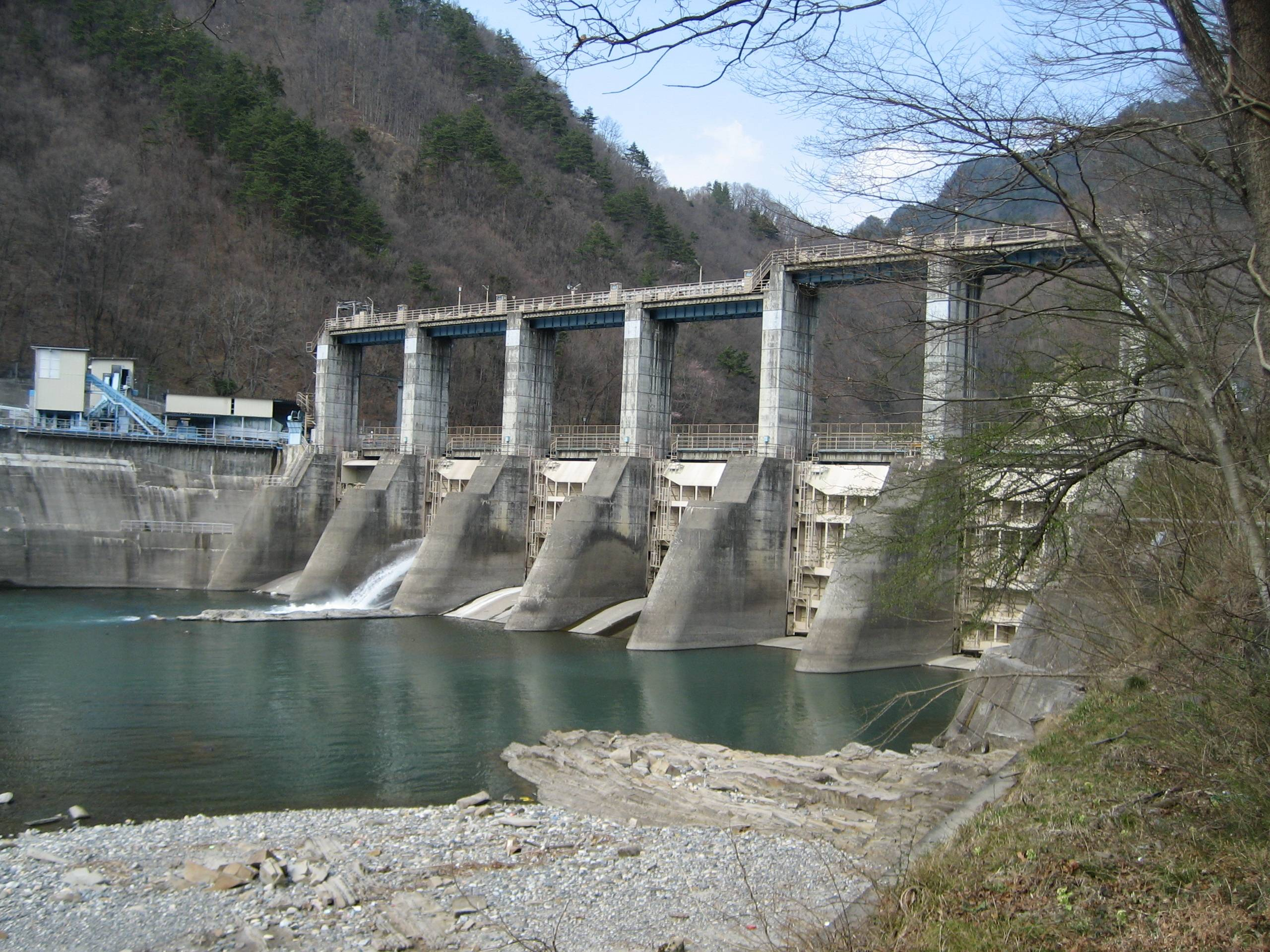
生坂ダム

## 周辺

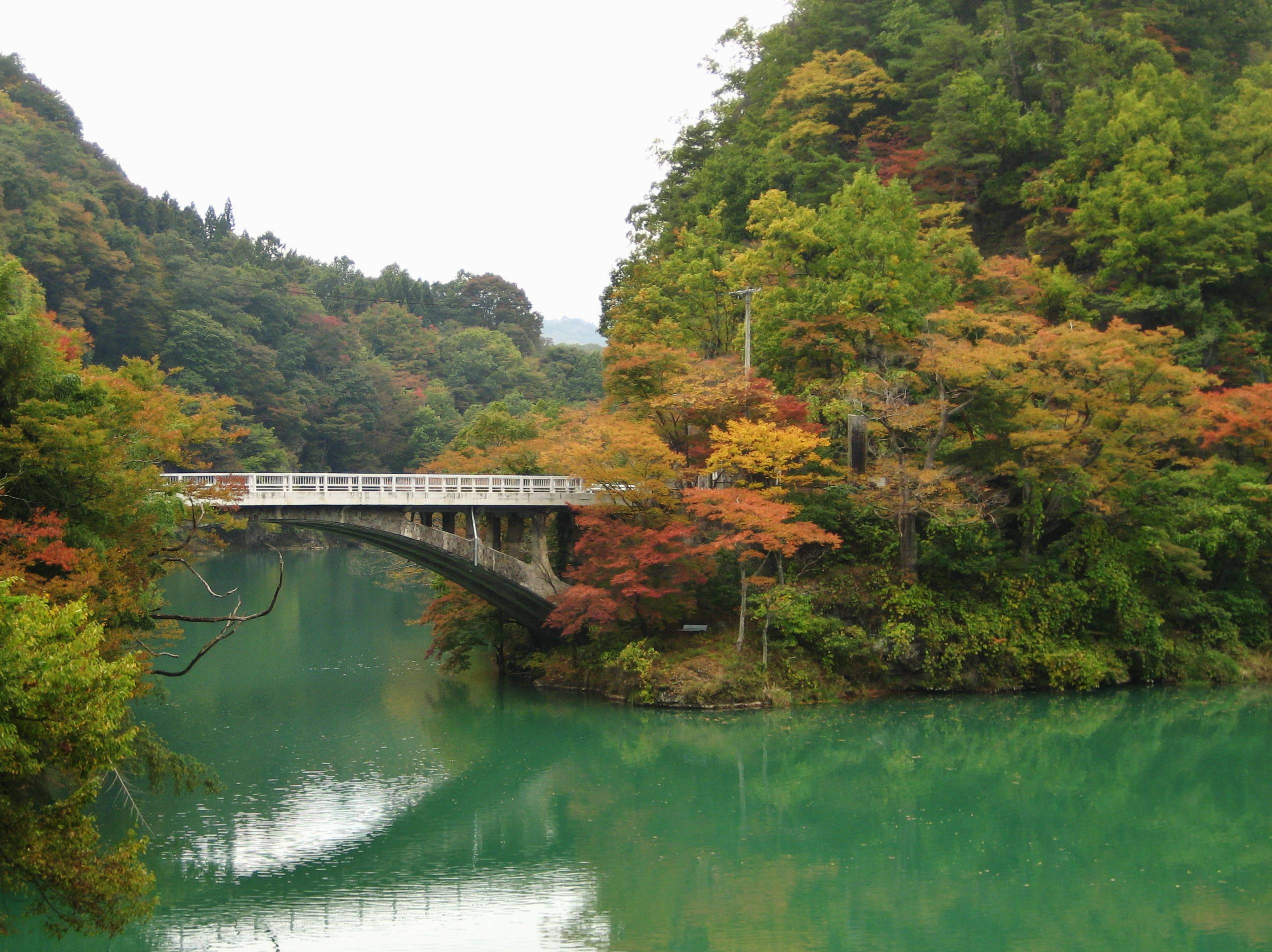
久米路峡に架かる久米路橋

長野市中心市街地から国道19号を犀川に沿って上流の松本市方面へ進むと、小田切ダム・笹平ダムを経て水内ダムに至る。水内ダム付近には「追沢入口」バス停がある。長野駅から長野市信州新町地区までアルピコ交通（前・川中島バス）によって路線バス（系統番号26・新町大原橋線）が運行されている。
ダムに貯えた水は左岸の取水口から取り入れられ、トンネルを通じて下流の水内発電所建物まで送られ、発電後にトンネルを通じて犀川へ戻される。発電所では始め約30人の職員が働いていたが、1978年（昭和53年）以降は信州新町上条に設置された犀川総合制御所から生坂・平・水内・笹平・小田切の発電所群がまとめて制御されることになった。
ダムの上流には名勝・久米路峡があり、当地には県歌『信濃の国』にも登場し悲しい人柱伝説で知られる久米路橋が架かっている。当地では水内ダムが完成する前は奇岩が転がる崖下を犀川が激流となって流れていた。川幅の狭さから、水内ダムと合わせて上流の集落で起こる水害の原因と見なされており、久米路峡の上下流を貫く河川トンネルが2本建設された（後述）。
久米路峡を過ぎると信州新町地区の中心市街地である。琅鶴湖と名付けられたダム湖上では屋形船が運行されているほか、毎年8月15日には送り盆の行事として灯籠流しと花火大会が1940年代から開催されている。湖畔には500本の梅の木が植えられた「ろうかく梅園」があり、春はろうかく梅園花祭りが開催される。この梅園の南斜面上部には武冨佐神社があって768年続日本紀に親孝行で朝廷から褒美を得た記載のある建部大垣とのゆかりがあるとされる。
当地には多くの画家が訪れており、二紀会の栗原信もその一人である。彼は中条村（現・長野市）に疎開した画家の鳥取敏を訪ねた折、1946年（昭和21年）に初めて当地を訪れた。当地からの眺望を気に入り、絵を描く傍ら、当時の水内村（現・長野市信州新町地区）村長に対して「フランスの農村にはどこでも美術館がある。日本もそうありたい」と伝え、これが湖畔に信州新町美術館が建設されるきっかけとなったという。完成した美術館には彼が生前に贈った油彩「北ア遠望」と、彼の死後に遺族から贈られた水彩画20点が所蔵されている。

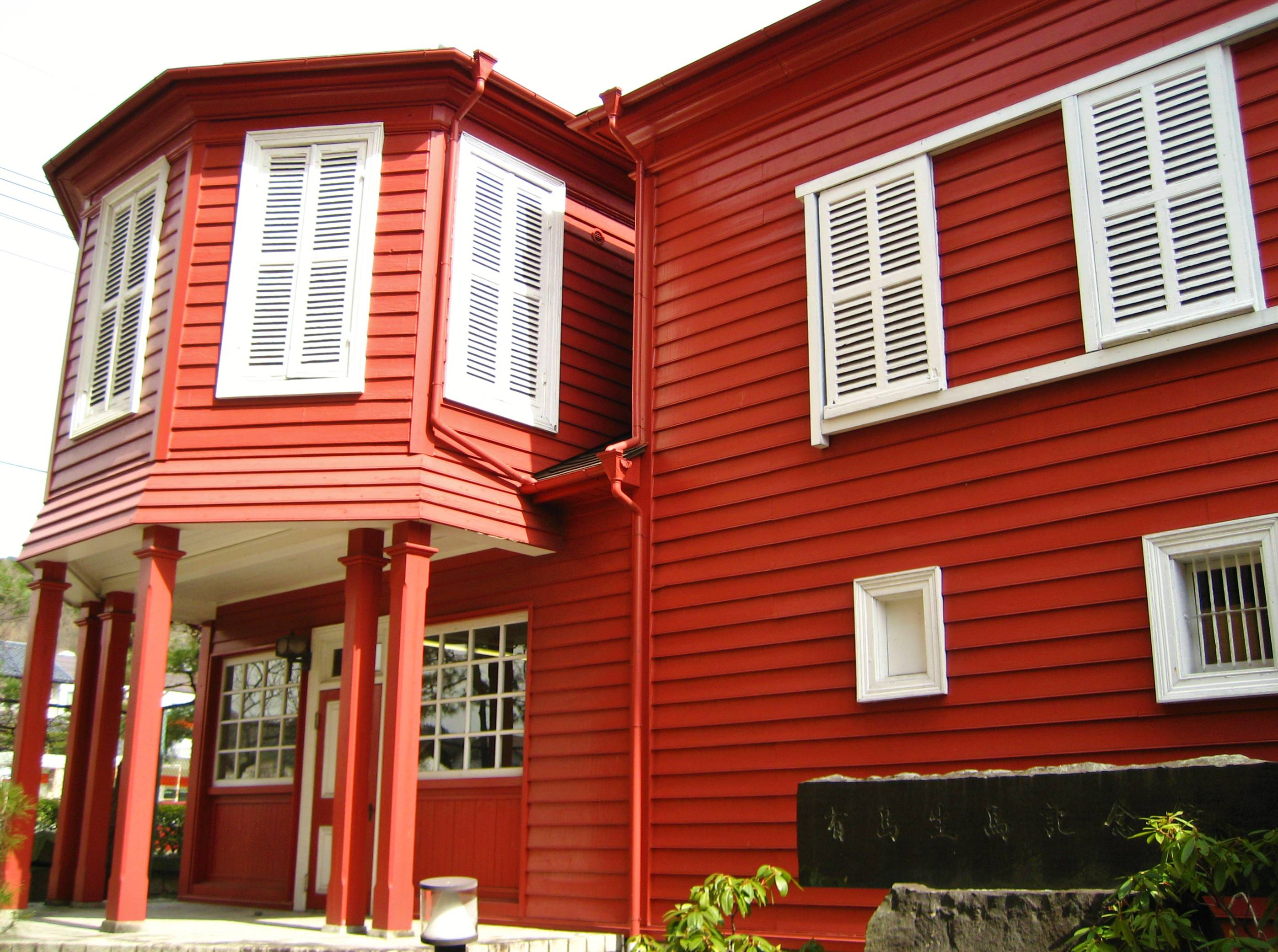
有島生馬記念館

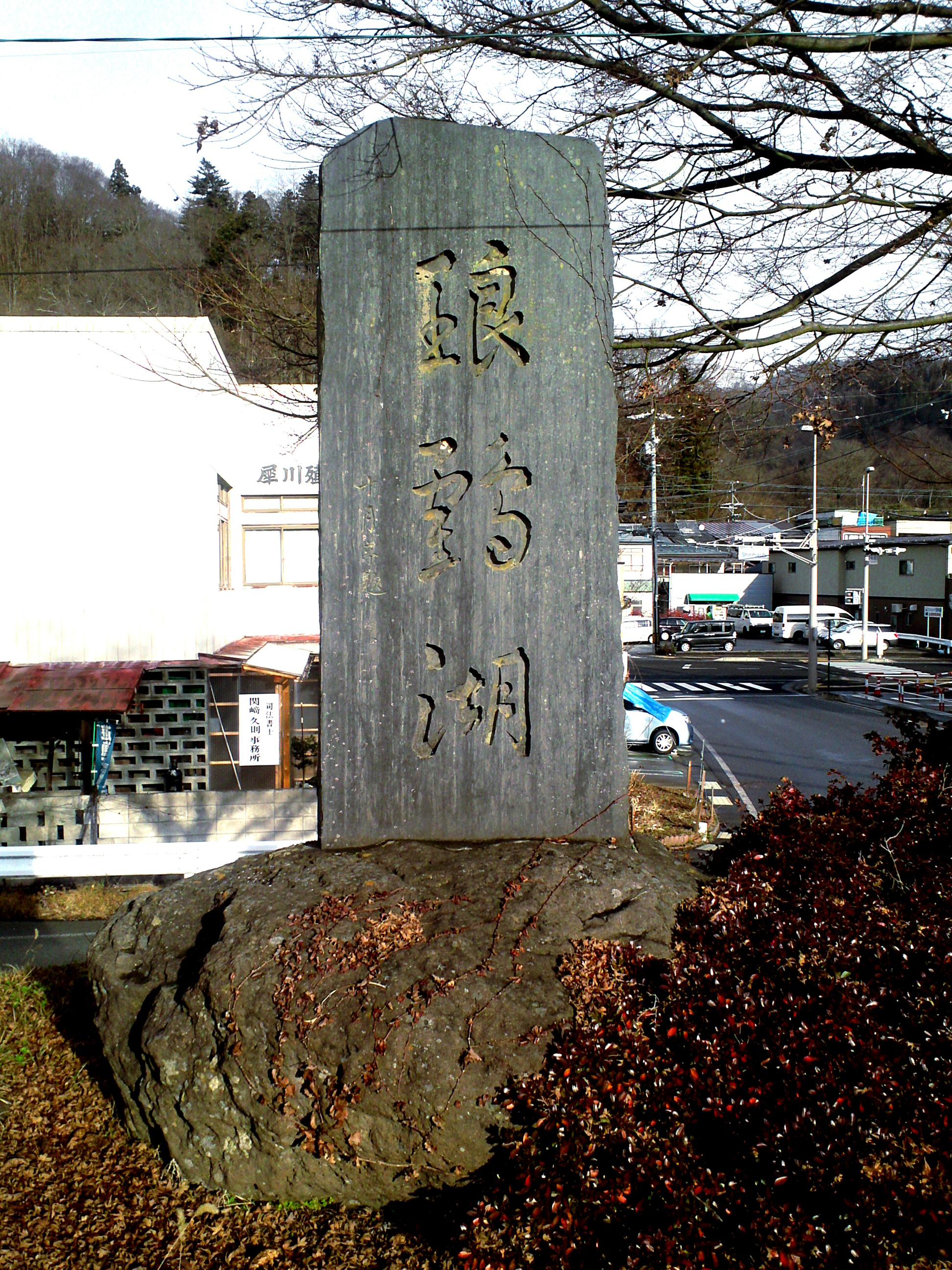
有島生馬が命名した湖名を記念する石碑。

長野県の佐久地域に疎開していた有島生馬もまた、当地を訪れた画家の一人である。1950年（昭和25年）、写生のため来訪した彼は、水内ダム湖に「琅鶴湖」と命名した。その由来は湖畔に建つ石碑に刻まれており、その碑文から当該箇所を引用する。
すなわち、湖の青色を琅玕（ろうかん、宝石のヒスイ）に、曲がりくねる湖の形を飛び立とうとする鶴の姿に見立てたということである。前述の信州新町美術館には、彼の記念館として有島生馬記念館が併設されている。
琅鶴湖を上流に進むと平ダム・生坂ダムを経て安曇野市・松本市へと至る。

## 諸問題

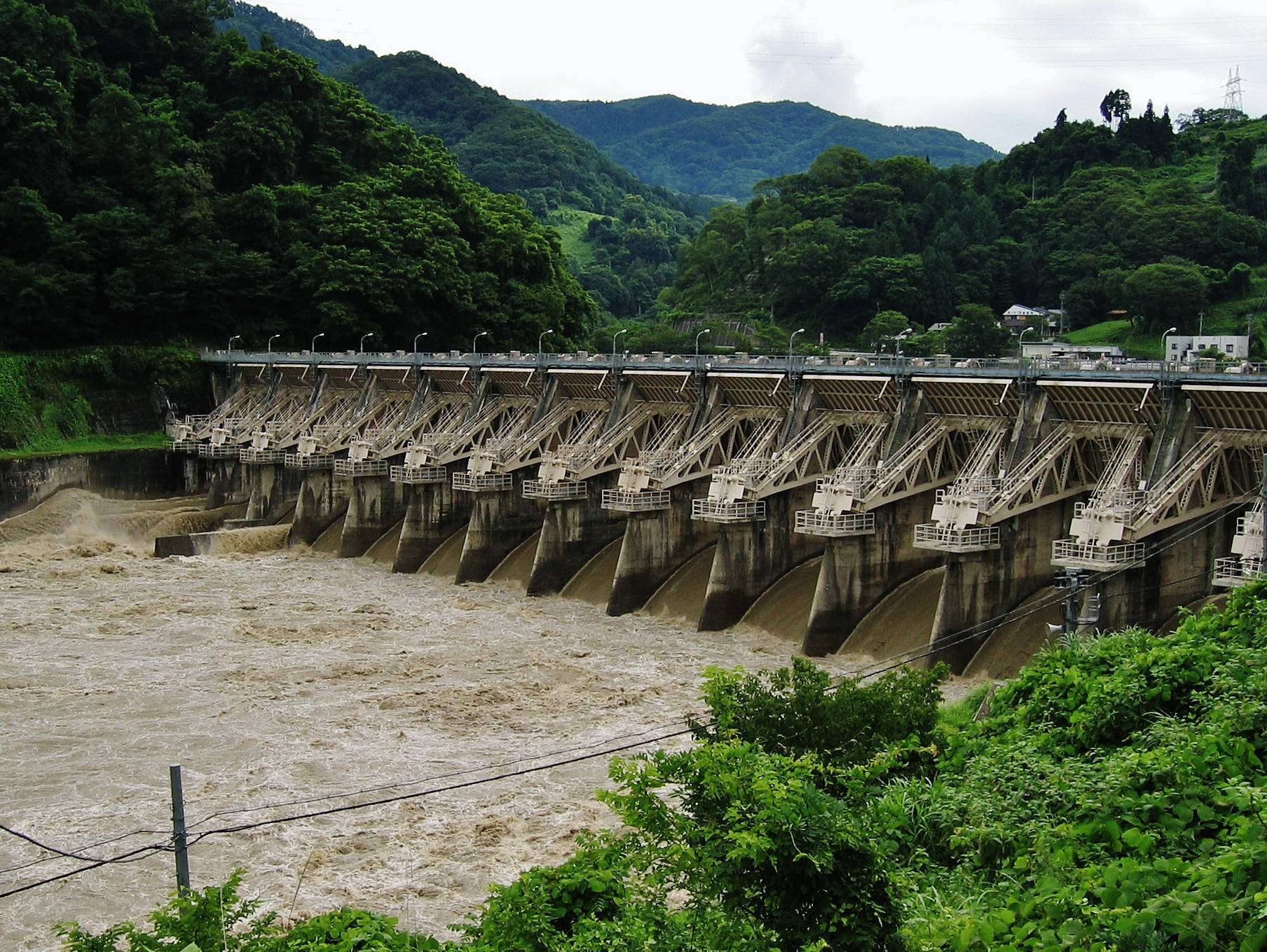
洪水吐ゲートを全門全開放流中の水内ダム（平成18年7月豪雨）

### 1945年（昭和20年）の水害
1945年（昭和20年）10月5日および10月9日、水内村は水害に見舞われた。住民は水内ダムの洪水吐ゲートの開門が遅れたのが原因であるとし、村民大会を決起して電力会社に対し責任を追及するとともに損害補償とダムの撤去を求める決議を行い交渉を開始した。しかし、電力会社側は今回の水害は人災ではなく天災であり、補償についても1940年（昭和15年）に解決済みであるとして取り合わなかった。このため住民側は長野県庁に赴き被害状況について説明するとともに原因究明にあたるよう陳情した。これにより、既存の堤防のかさ上げや、堤防のない箇所には新たに堤防を造る対策が行われ、電力会社側からも見舞金が支払われた。

### 1983年（昭和58年）の水害
1983年（昭和58年）9月、上水内郡信州新町は水害に見舞われた。秋雨前線の停滞により雨の日が続いていた中、台風10号が日本列島を縦断し、秋雨前線が刺激されて日本の広い範囲に大雨がもたらされた。犀川の上流域である飛騨山脈（北アルプス）では9月27日から9月28日にかけて300ミリ以上もの降雨があり、9月28日の午後から犀川の水位が上がり始め、午後7時過ぎに有線放送で住民に対し避難命令が出された。住民は1945年の水害後に堤防が整備されたほか、上流域にダム群が建設されているとしてあまり深刻に考えていなかったが、夜半になりついに堤防から水があふれ出した。その後、水位は下降に転じ、朝には排水。川の水位は最高431.3メートルまで上昇したが、浸水域の水位は最高でも429.9メートルであった。もし浸水域の水位が川の水位と同じまで上昇していたら2階部分まで水が来ることになり、被害はさらに深刻なものとなっていた。浸水家屋620棟、道路や河川施設の損壊400か所、収穫前の農作物も大きな被害を受けた。町役場や郵便局では水に浸かった書類の片付けに追われ、学校は2日間の休校となった。信州新町における被害額は32億900万円にものぼった。
同年10月5日、新町公民館の役員が主体となって被災者総決起集会が開かれ、水害の根本的な原因は水内ダムであると決議。11月28日、「信州新町台風10号水害被災者同盟会」が結成され、損害補償とダム撤去を中心とする活動方針を決定した。会は町にも働きかけを行い、始めは水害の原因が久米路峡にあるとして、ダムとは共存共栄を図りたいとしていた町長も、1984年（昭和59年）には水内ダムが原因であるとの見方を示すようになる。町議会もダム撤去を求める意見書を可決。住民と町は足並みをそろえ、東京電力との交渉に乗り出した。
1984年10月17日、住民側は長野県小諸市にある東京電力千曲川電力所に要求書を提出した。しかし11月5日、電力会社側は住民側に対してダムと水害との関係を科学的に証明するよう求め、さらに電力会社側はダムは水害に関係がないことを科学的に証明できるとも付け加えた。その後、住民側が電力会社側の説明根拠を徐々に崩してゆくと、電力会社側は水害の原因究明をよそに金銭解決へと話を持ち込み始めた。補償は考えていないが見舞金を用意するとして住民側に提示した額は3,000万円。交渉の進展とともに見舞金は「解決金」という名前に変わり、額も億単位に増えていった。そして1986年（昭和61年）、電力会社側は5億円の解決金と、総額3億8,500万円の被災地生活再建対策費（内訳は被災者への配分が3億円、水防会館の建設に6,000万円、町の事務経費・利子補給充当額2,500万円）を支払うとともに、1987年（昭和62年）以降の概ね5年間、水内ダム湖に堆積した土砂（堆砂）を浚渫するとして交渉は妥結した。

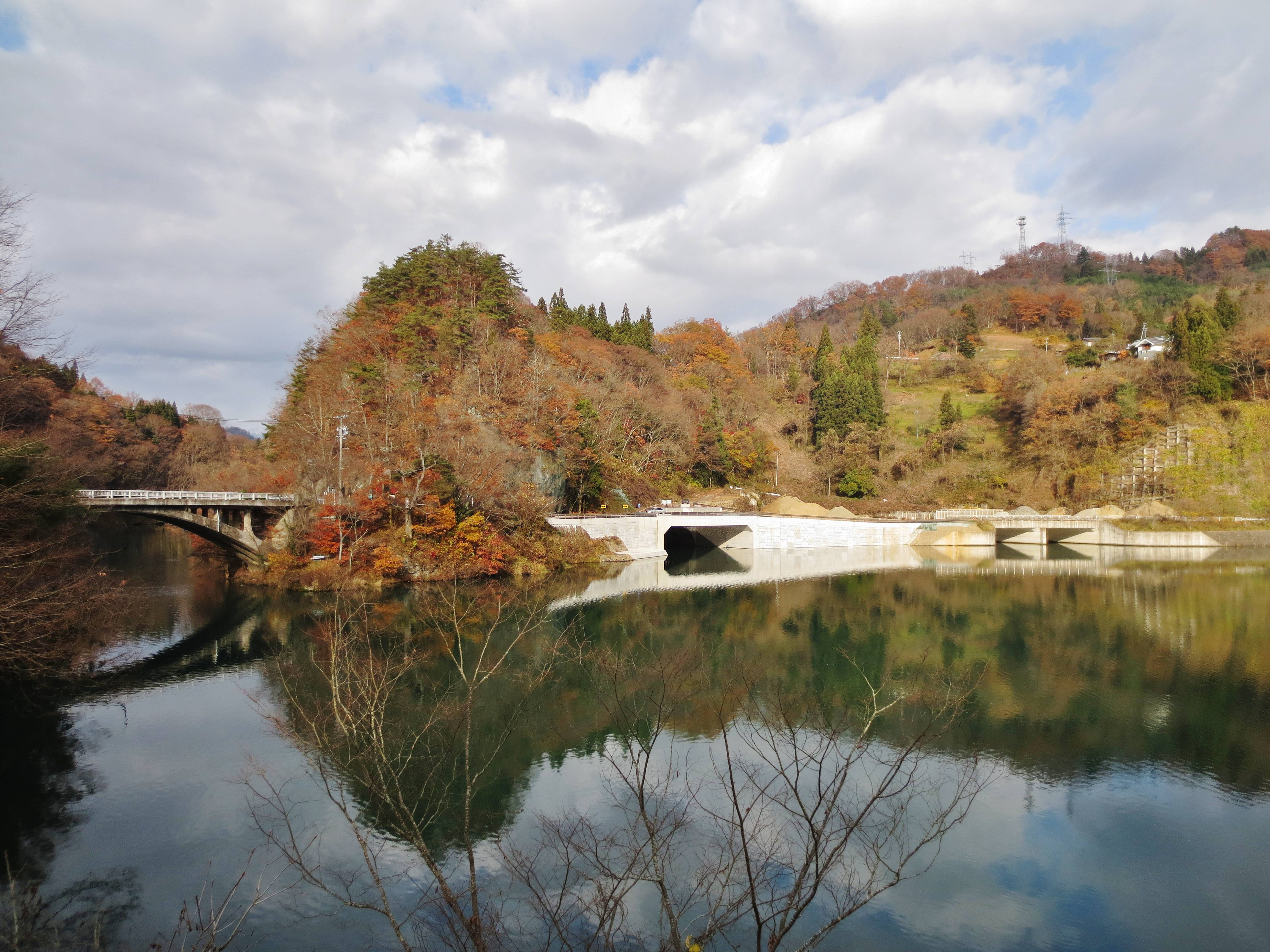
完成した犀川久米路恒久治水対策事業

長野県は今回の水害を受け、当地の50分の1の模型を用意して水理実験を実施し、その結果を踏まえ1987年2月12日に恒久的防災治水対策の最終案を発表した。水害の原因はダムではなく久米路峡の影響とした上で、3点の施策を示した。
1. 川幅がもっとも狭い久米路橋の左岸を30メートル削って川幅を現状の2倍に拡幅する。
2. 久米路峡の上流にある源真寺の対岸の杉山を76.5メートル削る。
3. 久米路峡の上下流を結ぶ河川トンネルを開削する。

以上の施策は同時に施工することによる複合効果を期待するものであるとされた。住民側は水害の原因設定が正しくないとし、県の案ではダムの影響が解消されない点を指摘する声があったが、結局この案で妥協するに至った。
1992年（平成4年）8月、3点の施策のうちの1点に挙げられていた河川トンネルが完成。水路の全長は229メートルで、うち117.5メートルが新オーストリアトンネル工法 (NATM) による直径10メートル、断面積80平方メートルのトンネルである。想定しうる3,500立方メートル毎秒の洪水のうち、400立方メートル毎秒をトンネルで通過させる。総工費は15億7,500万円。源真寺対岸の杉山開削についても2008年（平成20年）までに完了した。残る久米路峡の開削については景観破壊との批判が強く、長野県は工期と費用を抑えるため久米路峡の開削を中止し、新たに河川トンネルをもう一本開削した。それが2014年（平成26年）に完成した久米路第2河川トンネルであり、全長は199.5メートル、うち176.5メートルが高さ12.21メートル、幅15メートルのトンネルとなっている。こうした施策により、4,000立方メートル毎秒の洪水時に際しても、新町橋付近における河川水位は堤防の余裕高120センチメートル内に収まることとなった。その間にも堤防のかさ上げや補修、排水機場のポンプの改良・増設などが実施されており、2014年10月18日、久米路第2河川トンネルの竣工式が久米路河川公園で開催され、1983年（昭和58年）の水害を契機とした治水対策工事は完了を迎えた。

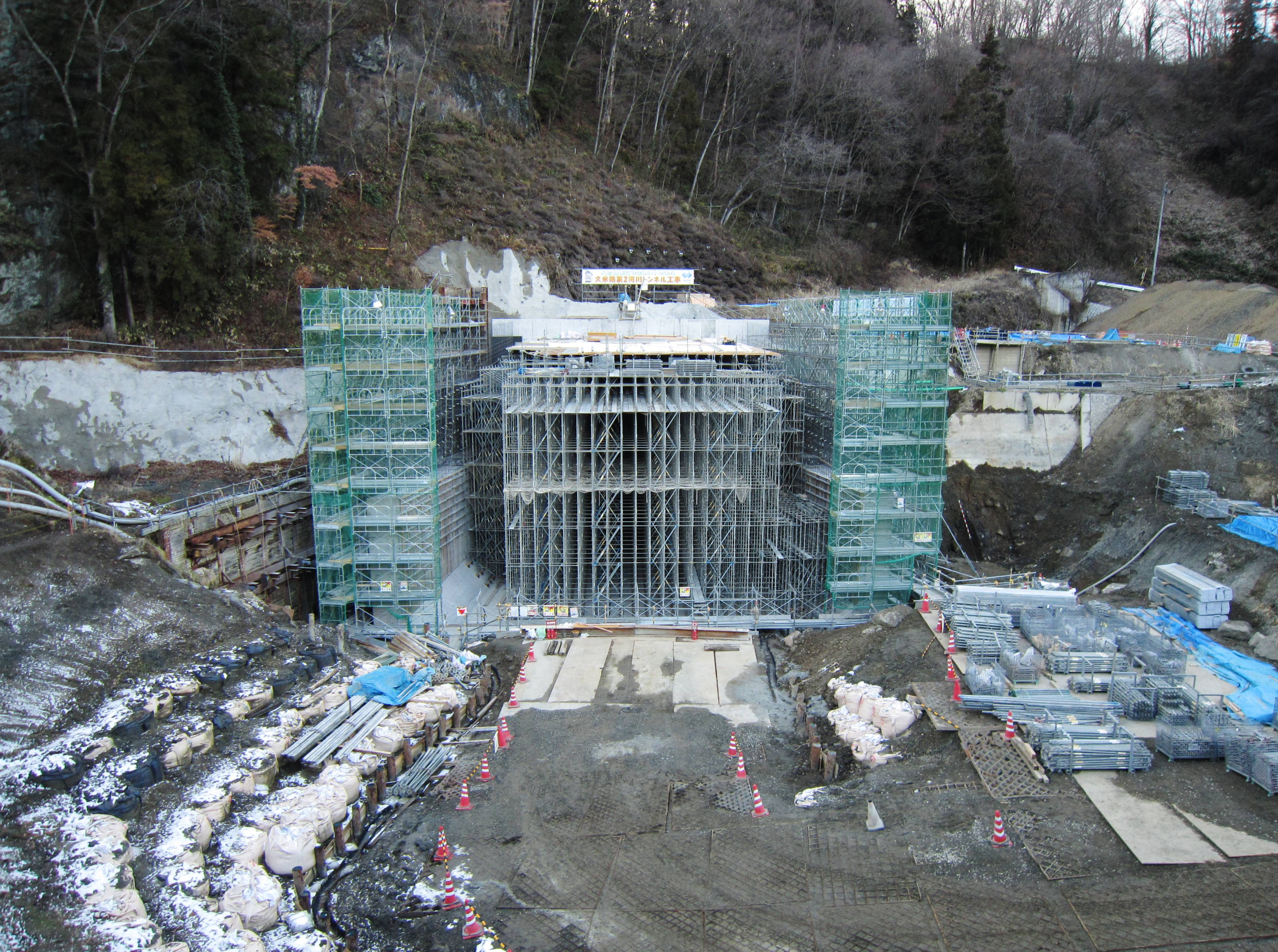
建設中の第2河川トンネル（2014年1月）
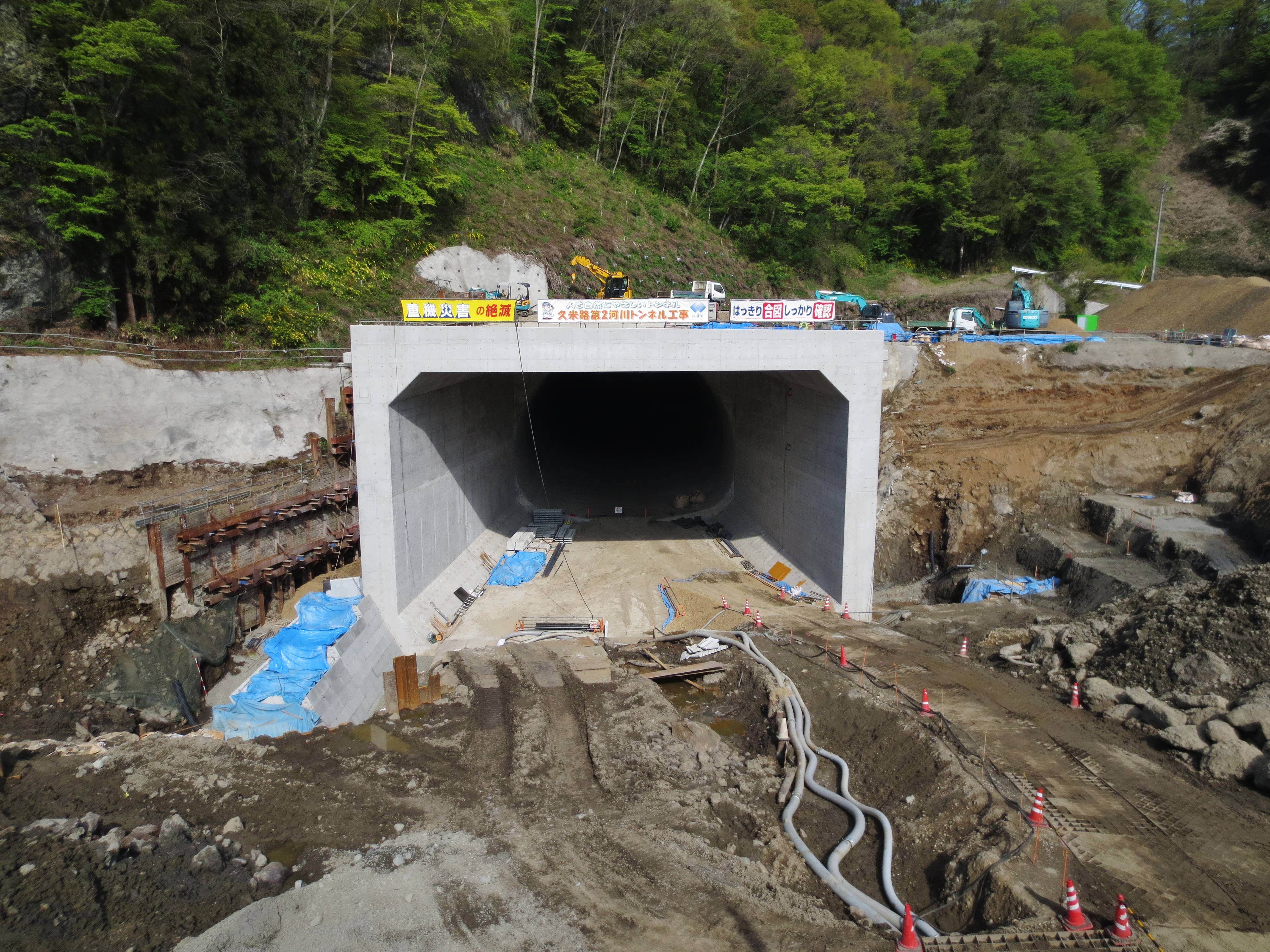
建設中の第2河川トンネル（2014年5月）
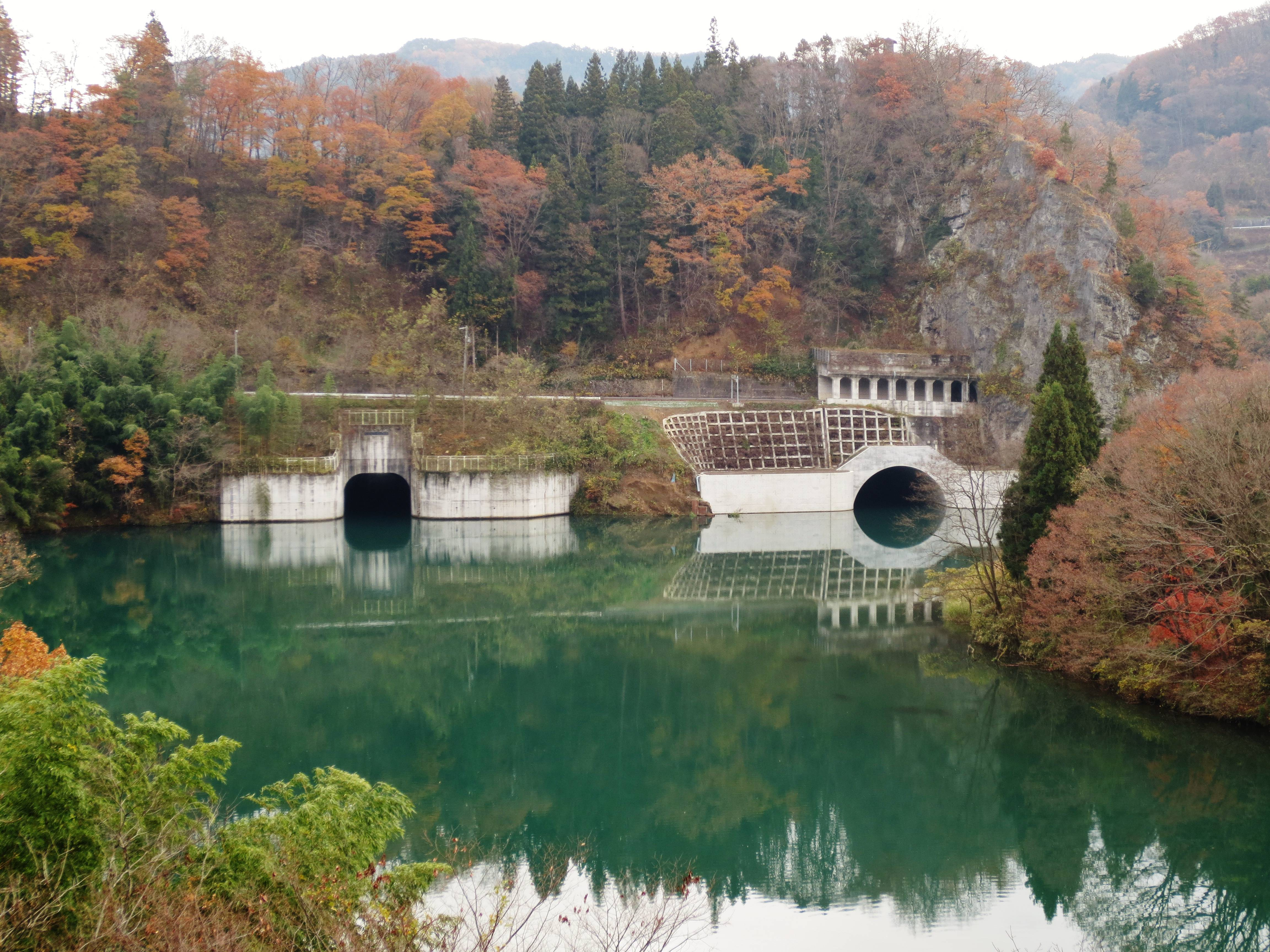
河川トンネル上流側